# Корхи
Корхи (груз. კორხი, арм. Կորխ) — село в Грузии, на территории Ахалкалакского муниципалитета края (мхаре) Самцхе-Джавахети.

## География
Село находится в южной части Грузии, вблизи места впадения реки Баралетисцкали в реку Паравани, на расстоянии приблизительно 5 километров (по прямой) к северу от города Ахалкалаки, административного центра муниципалитета. Абсолютная высота — 1665 метров над уровнем моря.

## Население
По результатам официальной переписи населения 2014 года, в Корхи проживало 446 человек (210 мужчин и 236 женщин). В национальной структуре населения армяне составляли 100 %.
| Год  | Население, человек |
| ---- | ------------------ |
| 2002 | 923                |
| 2014 | ↘ 446              |